# Euphrasia ossica
Euphrasia ossica är en snyltrotsväxtart som beskrevs av Juzepczuk och Ganeschin. Euphrasia ossica ingår i släktet ögontröster, och familjen snyltrotsväxter. Inga underarter finns listade i Catalogue of Life.